# Fenimore Fillmore – The Westerner
The Westerner ist ein 2003 erschienenes Computerspiel des spanischen Entwicklungsstudios Revistronic. Das 3D–Point-and-Click-Adventure ist die Fortsetzung des acht Jahre zuvor erschienenen Spiels 3 Skulls of the Toltecs. Beide Spiele spielen im Wilden Westen und verulken auf satirische Weise gängige Klischees über Cowboys, Indianer und Heldentum.

## Handlung
Fenimore verschlägt es in die Gegend um Starek City, in welcher der skrupellose und unbarmherzige Viehbaron John Starek wie ein Tyrann über Stadt und Ländereien herrscht. Fillmore gerät in eine Situation, in der Stareks Handlanger den Farmer Joe Banister und dessen Familie bedrohen sowie deren Farm niederbrennen wollen. Fillmore kann die Banditen verjagen und so die Gunst der Banisters gewinnen, auf deren Seite er sich schlägt. Banister bringt Fenimore mit Alvin Jones, einem ebenfalls von Starek gebeutelten Farmer, zusammen, und gemeinsam beschließt das Trio, Starek und seine Gang auszuschalten. Dafür muss Fenimore drei Dinge erledigen:
- einen befreundeten Farmer (Willy den Trickser) aus dem Gefängnis befreien
- die Jones-Farm mit Verteidigungsanlagen befestigen und
- verhindern, dass ein Trupp Cowboys per Zug als Verstärkung nach Starek City kommt.

Bei seinen Bestrebungen trifft Fenimore auf die attraktive, ortsansässige Lehrerin Rhiannon Starek, in die er sich umgehend verliebt. Doch auch hier kommt ihm John Starek dazwischen, da Rhiannon seine Nichte ist und er sie mit Floyd Random, dem unterbelichteten und trinkfesten Spross eines reichen Grundbesitzerclans, verkuppeln will. Bis zum Happy End kommen auf Fenimore so noch zwei weitere Aufgaben zu: Erstens Rhiannon aus Stareks und Randoms Gewalt zu befreien und zweitens den Mörder ihres vor Jahren umgekommenen Vaters zu ermitteln.

## Spielprinzip und Technik
Das Spiel ist zwar kein reines Comic-Adventure, wirkt aber durch die dreidimensionale Szenerie wie ein solches. Der Bildschirm ist dreigeteilt; in der Mitte des Bildschirms wird das Spielgeschehen dargestellt, und am oberen und unteren Bildschirmrand befindet sich jeweils ein schwarzer Balken. Im oberen Balken ist das Inventar abgebildet. Die Gegenstände werden als Piktogramme dargestellt, ihre jeweilige Anzahl wird durch tief gestellte, arabische Zahlen angezeigt. In der linken oberen Ecke ist zudem noch ein einem Sheriffstern nachempfundenes Emblem abgebildet, über das per Mausklick das Hauptmenü erreicht werden kann. Im unteren schwarzen Balken werden die möglichen bzw. ausgewählten Tätigkeiten als Worte dargestellt. Um einen Gegenstand aus dem Inventar zu benutzen, wird dieser mit der linken Maustaste angeklickt und über den zu benutzenden Gegenstand oder die Person im Spielbildschirm oder einen anderen Gegenstand im Inventar bewegt und nochmals angeklickt.
Als Cursor fungiert ein herkömmliches Fadenkreuz, das sich beim Bewegen über benutzbare Objekte oder Personen in eine Lupe (um es zu betrachten) verwandelt. Im Betrachtermodus wird eine Vergrößerung des betrachteten Objektes dargestellt. Durch Klicken der rechten Maustaste verwandelt sich die Lupe jeweils in eine Sprechblase (beim Anklicken von Personen, um mit ihnen zu reden) oder eine stilisierte Hand (beim Anklicken von Gegenständen, um sie aufzunehmen oder zu benutzen).
Im Spiel gibt es mehrere Handlungsorte, zwischen denen sich Fillmore entweder mittels seines Pferdes oder durch eine Draisine bewegt. Damit sich sein Pferd bewegt, muss dieses mit Mohrrüben gefüttert werden, welche Fillmore im Laufe des Spiels anpflanzen und ernten muss bzw. auch kaufen kann.
Teilweise kommt es auch zu Actionsequenzen, in denen der Held eine Schusswaffe nutzen muss. Diese feuert er entweder durch Drücken der linken Maustaste (wenn er sich nicht bewegen kann) oder der rechten Maustaste (wenn er sich bewegen kann und Ortsänderungen mit der linken Maustaste steuert) ab.
Die Spielzeit beträgt gut 20 Stunden.

## Produktionsnotizen
Im Spiel kann man zwar nicht sterben, es gibt aber einige Sequenzen mit Geschicklichkeitsspielen, die man zum Weiterkommen unbedingt schaffen muss. Die Bewältigung dieser Sequenzen ist nicht ganz einfach und erfordert teilweise Geduld und Schnelligkeit. Im Spiel muss man einen Handlanger Stareks in einem Trink- und Beleidigungsduell besiegen, für das man bei anderen Cowboys die notwendigen Redewendungen sammeln muss. Dies ist eine Variation des bereits aus der Monkey-Island-Reihe bekannten Beleidigungsfechtens. Während des Spieles hat man die Möglichkeit an verschiedenen Orten Geld einzusammeln. Dies ist unabdingbar notwendig, um beim örtlichen Krämer notwendige Utensilien zu erwerben. Als Sprecher des muskulösen Farmers Joe Banister fungiert der Schauspieler Manfred Lehmann, welcher auch als Synchronsprecher in Filmen und Serien (z. B. für Bruce Willis) tätig ist.
In den Vereinigten Staaten wurde das Spiel unter dem Namen Wanted: A Wild Western Adventure veröffentlicht. Im März 2009 ist ein Nachfolger von The Westerner erschienen. Er trägt den Namen Fenimore Fillmore's Revenge. Die ursprüngliche Fassung von The Westerner erschien im Mai 2016 als HD-Version für mobile Endgeräte mit den Betriebssystemen Android und iOS. Im März 2017 erschien durch das Studio Casual Brothers eine an moderne PCs angepasste Version des Spiels auf den Distributionsplattformen Steam und GOG.

### Deutsche Stimmen
- Fenimore Fillmore: Jens Wendland
- Rhiannon Starek: Christin Marquitan
- John Starek: Rolf Jülich
- Joe Banister: Manfred Lehmann
- Alvin Jones: Achim Schülke
- Alma Jones: Isabella Grothe

## Rezeption
Das Fachmagazin Adventure-Treff stellte einen innovativen Hilfemodus heraus: Im Spiel können Hinweise zur Lösung von Rätseln im Laden erworben werden. Das Magazin lobte Humor, Rätseldesign, Sprachausgabe und die Grafik; The Westerner sei (nach Uru – Ages Beyond Myst) „das zurzeit zweitschönste 3D-Adventure auf dem Markt“. Kritisiert wurden die „vielleicht zu simpel gestrickte“ Story und das Karottenzüchten zum Erlangen einer „Währung“ für die Reise zwischen Orten. Die Steuerung wurde als prinzipiell gelungen, aber übergenau bezeichnet.